# 沟纹巴非蛤
沟纹巴非蛤，又名文文橫簾蛤，是帘蛤目帘蛤科横帘蛤属的一种。主要分布于中国大陆、台湾，常栖息在浅海沙底、潮间带至潮下带、水深30－97米。